# چقاحسین
چقاحسین، روستایی از توابع بخش ماهیدشت شهرستان کرمانشاه در استان کرمانشاه ایران است.

## جمعیت
این روستا در دهستان چقانرگس قرار دارد و بر پایه سرشماری مرکز آمار ایران در سال ۱۳۸۵، جمعیت آن ۱۰۶ نفر (۲۸خانوار) بوده‌است.